# Jeune Fille allongée
Jeune fille allongée, ou Jeune fille couchée, également appelée L'Odalisque blonde, est un sujet peint à plusieurs reprises entre 1751 et 1752 par le peintre français François Boucher.
Une peinture datant de 1751 est conservée dans le musée Wallraf Richartz de Cologne ; une deuxième toile, de 1752, appartient à la Alte Pinakothek de Munich.
La peinture de la Fille allongée a souvent été considérée comme le nu le plus malicieusement érotique de l'ensemble de la peinture rococo française. La toile représente une jeune fille nue allongée sur un canapé, dans une chambre somptueusement meublée.

## Description
Le fort contenu érotique de l'image est certainement souligné par la posture de la jeune fille. Les jambes sont écartées, mettant en valeur les courbes féminines, et le visage est représenté dans une expression profonde, comme si la fille regardait une scène attirant son attention. Il appartient au spectateur d'imaginer ce qui pourrait motiver une telle attention. Dans la version de 1751 on peut voir, en bas à gauche, un livre ouvert, signe qu'il ne s'agit pas d'une femme commune ou d'une prostituée, mais d'une personnalité avec une bonne culture. Le livre ouvert peut également être envisagé, étant à l'époque des Lumières, comme symbole de la rationalité et de la sensibilité de la femme, qualités la faisant paraître encore plus mystérieuse et attrayante.
Il existe de nombreuses copies de cette œuvre, toutes de la main de Boucher.
La jeune fille est probablement Marie-Louise O'Murphy, qui fut pendant trois ans la maîtresse de Louis XV.